# 13437 Wellton-Persson
13437 Wellton-Persson eller 1999 WF8 är en asteroid upptäckt 28 november 1999 av Uppsala-DLR Asteroid Survey (UDAS) vid Kvistabergs observatorium. Asteroiden har fått sitt namn efter svenskarna Helen Wellton och Claes Wellton Persson som sponsrade Uppsala-DLR Asteroid Survey.
Upptäckten var UDAS första upptäckta asteroid som blev numrerad.